# Relações entre Estados Unidos e Iraque
As relações entre Estados Unidos e Iraque são as relações diplomáticas estabelecidas entre os Estados Unidos da América e a República do Iraque. Os Estados Unidos reconheceram o Iraque em 9 de janeiro de 1930, quando Charles G. Dawes, o embaixador norte-americano para o Reino Unido, assinou a Convenção Anglo-Americana-Iraquiana em Londres.

## História

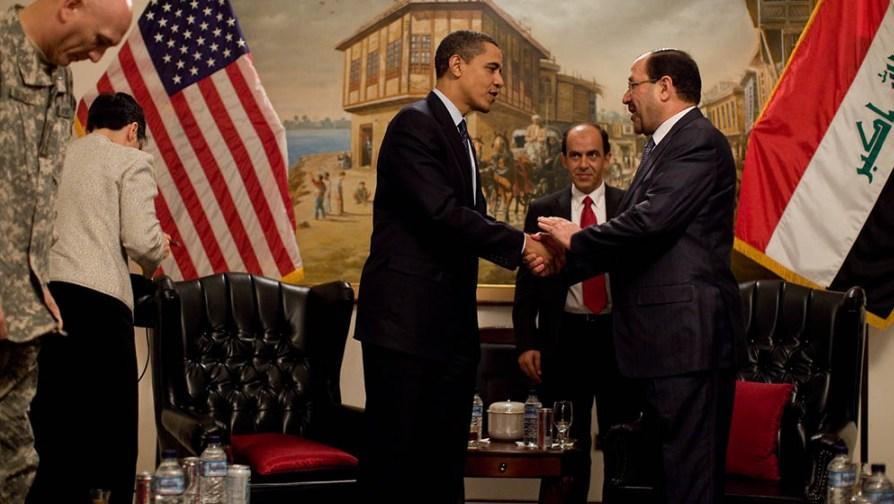
O presidente dos Estados Unidos, Barack Obama, com o primeiro-ministro do Iraque, Nouri al-Maliki.

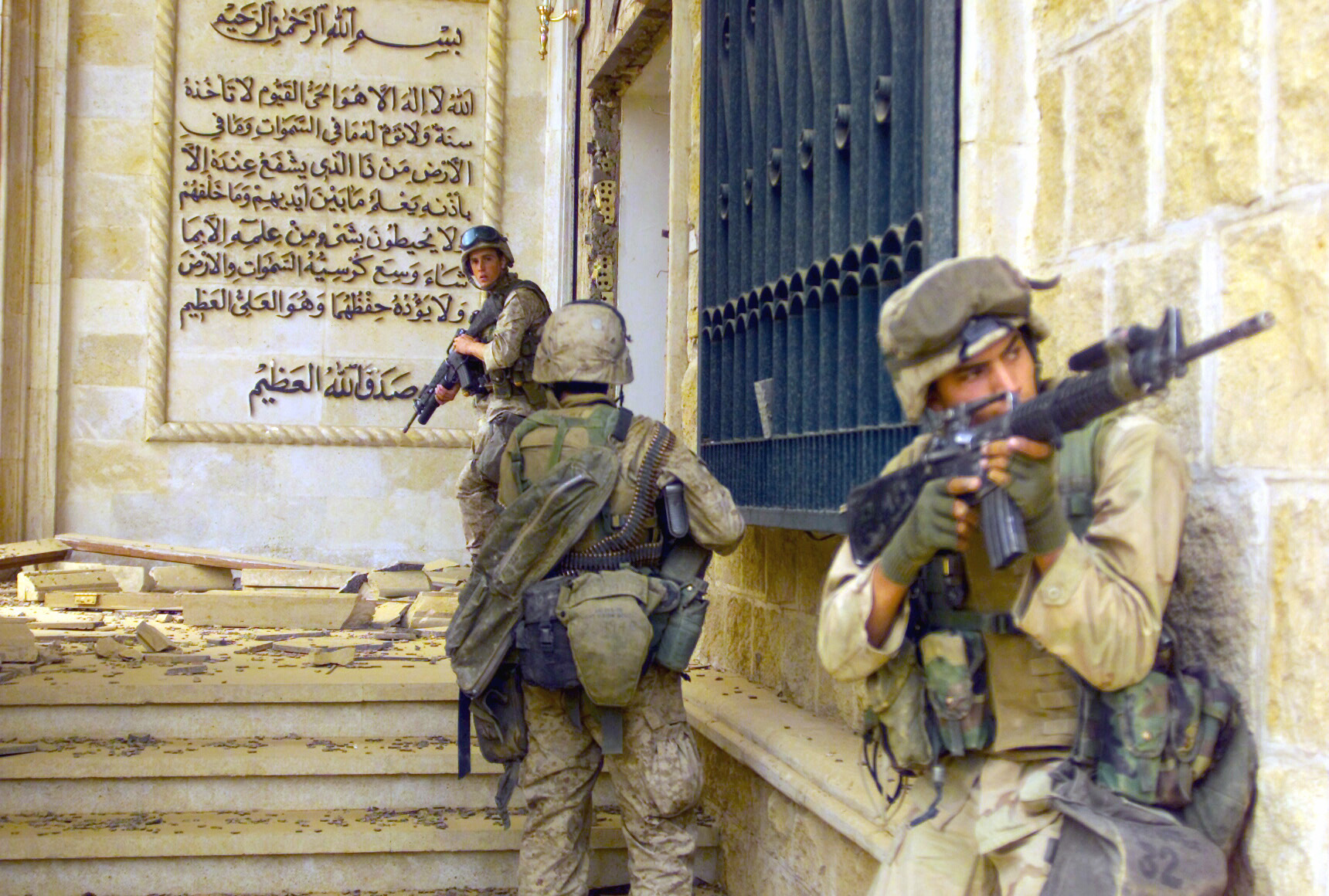
Fuzileiros Navais dos Estados Unidos em Bagdá.

As dinâmicas internacionais pós-Segunda Guerra Mundial atraíram gradativamente os Estados Unidos para uma relação política mais profunda com o Iraque. O início da Guerra Fria provocou temores em Washington com relação ao expansionismo da União Soviética para o Oriente Médio e gerou uma determinação entre os líderes americanos de impedir a propagação do Comunismo no Iraque.
Financeiramente drenada pela Segunda Guerra Mundial, a Grã-Bretanha se mostrou incapaz de manter a sua posição de domínio imperial no país. As tensões intra-regionais, sobretudo o conflito da Palestina, que surgiu como a primeira guerra árabe-israelense em 1948, também desestabilizou a região. O surgimento do nacionalismo árabe anti-ocidente, uma reação ao legado do imperialismo britânico e o apoio dos Estados Unidos a Israel, entre outros fatores, minou a popularidade local da monarquia pró-ocidental em Bagdá.
No final dos anos 1940 e 1950, as autoridades americanas procuraram estabilizar o Iraque. Eles ajudaram a negociar uma retirada das forças militares iraquianas do território palestino, como parte de um plano mais amplo para terminar a primeira guerra árabe-israelense. Eles incentivaram a Indústria Petrolífera Iraquiana a aumentar a produção de petróleo e compartilhar uma parcela maior de suas receitas com o governo iraquiano. Também forneceram ajuda econômica e militar ao governo do Iraque.
Em 1955 os Estados Unidos designaram o Iraque como membro fundador do Pacto de Bagdá, uma parceria de defesa anti-soviética que unia o Iraque, Irão, Paquistão, Turquia e Grã-Bretanha, com o apoio informal dos Estados Unidos.
Nas últimas décadas, as relações entre ambos os países sofreram graves turbulências devido, por exemplo, à invasão do Kuwait em 1990 pelo Iraque, o que levou os Estados Unidos e uma coalizão internacional a lançarem uma ofensiva militar e uma invasão ao território iraquiano, que culminou no conflito conhecido como Guerra do Golfo.
Em 2003, os Estados Unidos voltaram a invadir o Iraque, em uma guerra sangrenta que teve mais de 100.000 civis iraquianos e quase 4.500 soldados americanos mortos. Este conflito teve o seu início devido à desconfiança norte-americana de que o Iraque, na época governado por Saddam Hussein, estivesse desenvolvendo armas de destruição em massa, e que o ditador teria ligações com a organização terrorista islâmica Al-Qaeda. Em 18 de dezembro de 2011, o presidente Barack Obama, que se opôs profundamente à guerra no Iraque, retirou os últimos soldados americanos, deixando o país atolado em uma grave crise política.
A insurgência iraquiana aumentou após a retirada das tropas dos Estados Unidos, resultando em conflitos violentos com o governo central, além de violência sectária entre os grupos religiosos do Iraque. Isso se transformou em uma guerra civil com a conquista de Falluja e Mosul e das principais áreas no norte do Iraque pelo Estado Islâmico do Iraque e do Levante (ISIL, também conhecido como ISIS). Isso resultou em ataques aéreos pelo Irã, Síria e outros países - incluindo os Estados Unidos.